# Hyphessobrycon flammeus
Hyphessobrycon flammeus és una espècie de peix de la família dels caràcids i de l'ordre dels caraciformes.

## Morfologia
- Els mascles poden assolir 2,5 cm de llargària total.[1]

## Reproducció
En captivitat, la femella diposita 200-300 ous que trigaran a descloure's entre 2-3 dies.

## Alimentació
Menja cucs, crustacis petits i matèria vegetal.

## Hàbitat
Viu a àrees de clima tropical entre 22 °C - 28 °C de temperatura.

## Distribució geogràfica
Es troba a Sud-amèrica: rius costaners de l'Estat de Rio de Janeiro (Brasil).